# ジョーイ・デイヴィス
ジョーイ・デイヴィス（Joey Davis、1993年12月29日 - ）は、アメリカ合衆国の男性総合格闘家。カリフォルニア州コンプトン出身。ボディショップ・フィットネス所属。

## 来歴

### レスリング
5歳からレスリングを始め、幼少期からアントニオ・マッキーにレスリングのコーチを受ける。サンタフェ高校時代にはカリフォルニア州王者に輝く。アメリカンフットボールでも活躍していたことからディビジョン1の学校から声がかかるが、デイヴィスはそれを断ってレスリングに専念した。ノートルダム大学時代はNCAAディビジョン2で4度優勝し、最終的に133勝0敗の戦績を残した。なお無敗でNCAAを4回優勝したのは、アテネオリンピック金メダリストのカエル・サンダーソン（159勝0敗）とマーカス・レヴェスール（ディビジョン3、155勝0敗）とデイヴィスの3人のみである。

### Bellator
2016年8月26日、Bellator 160でプロ総合格闘技デビュー。キース・カットローネと対戦し、3-0の判定勝ち。

## 人物・エピソード
- 右脚にマルコム・X、モハメド・アリの似顔絵のタトゥーを入れている。

## 戦績
| 総合格闘技 戦績 | 総合格闘技 戦績 | 総合格闘技 戦績 | 総合格闘技 戦績 | 総合格闘技 戦績 | 総合格闘技 戦績 | 総合格闘技 戦績 |
| --------------- | --------------- | --------------- | --------------- | --------------- | --------------- | --------------- |
| 9 試合          | (T)KO           | 一本            | 判定            | その他          | 引き分け        | 無効試合        |
| 8 勝            | 5               | 0               | 3               | 0               | 0               | 0               |
| 1 敗            | 0               | 0               | 1               | 0               | 0               | 0               |

| 勝敗 | 対戦相手                 | 試合結果                               | 大会名                               | 開催年月日     |
| ×    | ジェフ・クレイトン       | 5分3R終了 判定1-2                      | Bellator 293                         | 2023年3月31日  |
| ○    | ボビー・リー             | 5分3R終了 判定3-0                      | Bellator 253: Caldwell vs. McKee     | 2020年11月19日 |
| ○    | クリス・シスネロス       | 1R 3:55 TKO（パウンド）                | Bellator 235: Misech vs. Perez       | 2019年12月20日 |
| ○    | ジェフリー・ピーターソン | 1R 1:00 KO（右飛び膝蹴り）             | Bellator 229: Koreshkov vs. Larkin   | 2019年10月9日  |
| ○    | マーカス・アンソニー     | 1R 4:21 KO（右フック）                 | Bellator 219: Awad vs. Girtz         | 2019年3月29日  |
| ○    | クレイグ・プラスケット   | 5分3R終了 判定3-0                      | Bellator 201: Macfarlane vs. Lara    | 2018年6月29日  |
| ○    | イアン・バトラー         | 1R 0:39 KO（右スピニングバックキック） | Bellator 192: Rampage vs. Sonnen     | 2018年1月20日  |
| ○    | ジャスティン・ロズウェル | 1R 1:35 TKO（グラウンドの肘打ち）      | Bellator 182: Koreshkov vs. Njokuani | 2017年8月25日  |
| ○    | キース・カットローネ     | 5分3R終了 判定3-0                      | Bellator 160: Henderson vs. Pitbull  | 2016年8月26日  |

## 表彰
- レスリング NCAAディビジョン2 王者（2013年・2014年・2015年・2016年）